# 呼兰河 (辉发河)
呼兰河位于中华人民共和国吉林省磐石市东部，是辉发河左岸支流。“呼兰”（满文：ᡥᡡᠯᠠᠨ，转写：hvlan）为满语，意为“烟囱”。呼兰河发源于磐石市东部驿马镇吉林哈达岭的棺材砬子山南侧，蜿蜒东南流经官马水库、呼兰镇等地，于黑石镇呼兰河口屯汇入辉发河。河长41.3千米，流域面积320平方千米，河道平均比降2.4‰。年均径流量0.99亿立方米。呼兰河流域由于降水充沛且集中，下游河道狭窄，故每逢汛期洪水上涨，河水宣泄不畅，易造成洪涝灾害。